# كيتون إيساكسون
كيتون إيساكسون (بالفنلندية: Keaton Isaksson)‏ هو لاعب كرة قدم فنلندي في مركز الوسط، ولد في 21 أبريل 1994 في هلسنكي في فنلندا. لعب مع FC Viikingit ‏.

## وصلات خارجية
- كيتون إيساكسون على موقع قاعدة بيانات كرة القدم.إي يو (الإنجليزية)
- كيتون إيساكسون على موقع Soccerway.com (الإنجليزية)